# 관류

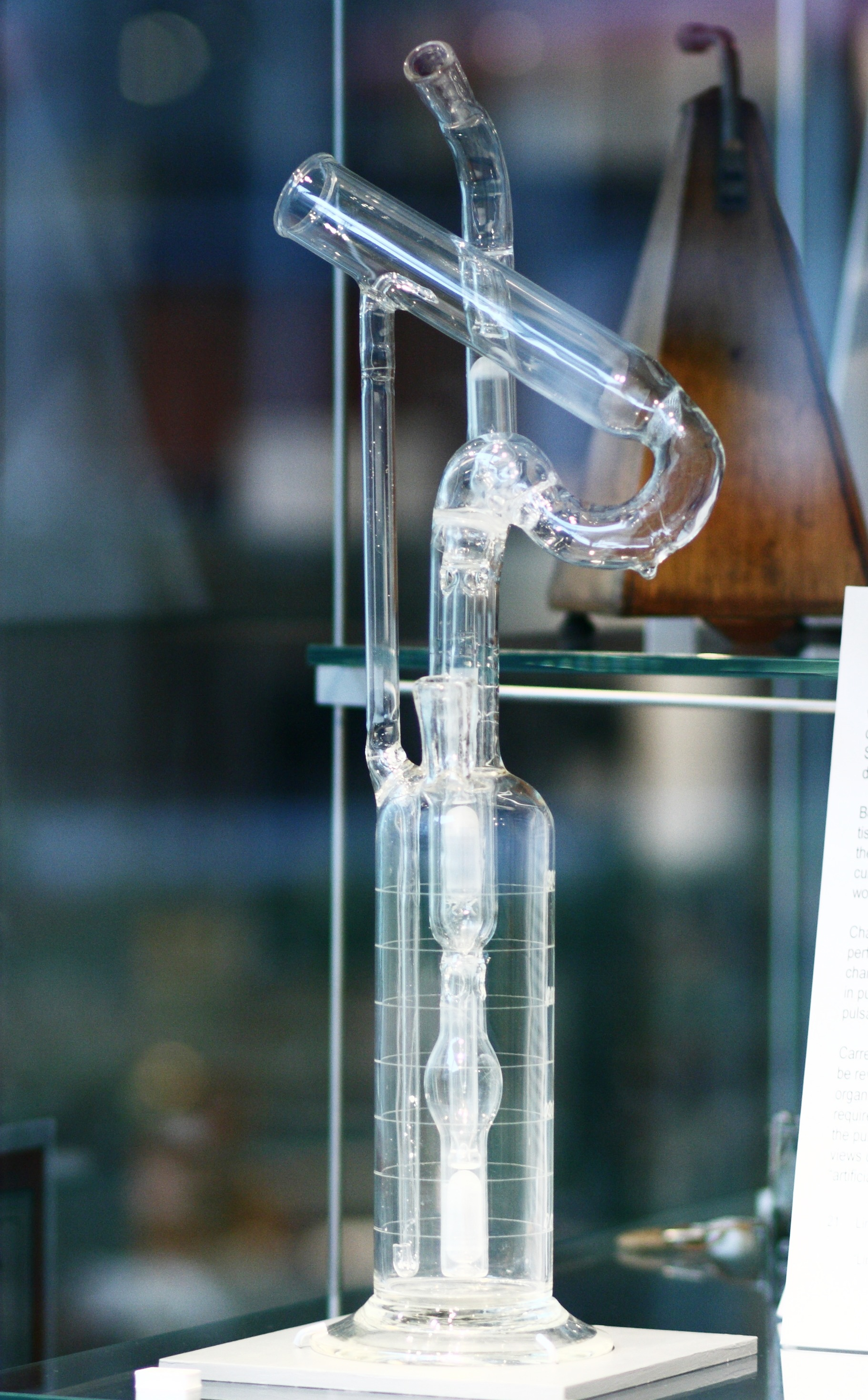
1935년 경의 린드버그 관류 펌프. 자연 관류를 시뮬레이트하기 위한 초기 기구.

관류(灌流, perfusion)는 순환계통이나 림프계통을 통해 유체를 장기나 신체조직으로 흘려보내는 일이며 보통 혈액을 조직내 모세혈관계에 전달하는 것을 가리킨다. 관류는 혈액이 조직에 전달되는 속도, 단위조직 질량 당 시간에 따른 혈액량으로 측정된다. SI 단위는 m3/(s·kg)이지만 인간의 장기의 관류에 사용할 때에는 보통 ml/min/g 단위로 보고된다.
이 용어의 영단어 퍼퓨전(perfusion)은 "흘려 보내다"를 의미하는 프랑스어 동사 perfuser에서 비롯된 것이다. 모든 동물 조직들은 건강과 삶을 위해 적절한 혈액 공급이 필요하다. 혈액 공급이 잘 되지 않는 허혈이 발생하면 관상동맥질환, 말초동맥질환 등 심혈관계 질환에서 보이는 건강 문제를 일으킬 수 있다.

## 비정상 관류
비정상 관류(malperfusion)

## 같이 보기
- 욕창
- 뇌관류압